# Mùa bão Đại Tây Dương 2025
Mùa bão Đại Tây Dương 2025 là một mùa bão đang diễn ra ở Đại Tây Dương, phía Bắc xích đạo trong năm 2025. Hằng năm mùa bão chủ yếu diễn ra từ khoảng tháng 6 đến tháng 11, trong đó các xoáy thuận nhiệt đới tập trung nhiều nhất vào tháng 9 do môi trường rất thuận lợi như nhiệt độ nước biển nóng nhất trong năm, gió cắt yếu... Có rất ít xoáy thuận nhiệt đới hình thành trong khoảng thời gian từ tháng 12 đến tháng 5 tại đây do môi trường bất lợi để bão có thể phát triển. Đây cũng là mùa bão muộn kể từ Mùa bão Đại Tây Dương 2014.

## Dòng thời gian
| Thang bão Đại Tây Dương |      |     |    |    |    |    |    |
| TNXTNĐ                  | ATNĐ | BNĐ | C1 | C2 | C3 | C4 | C5 |

## Danh sách bão

### Bão Erin
Vào ngày 9 tháng 8, một đợt sóng nhiệt đới di chuyển ra khỏi bờ biển phía tây của Châu Phi.Khi nhiễu động di chuyển ra biển và hướng tới Quần đảo Cape Verde vào ngày hôm sau, một vùng áp thấp được xác định rõ ràng đã hình thành, gây ra sự hỗn loạn tạo ra những trận mưa rào và giông bão hỗn loạn, với gió gần như mạnh như bão. Vào sáng ngày 11 tháng 8, nhiễu động đã tổ chức thành Bão nhiệt đới Erin, khi sức gió duy trì của nó tăng lên khoảng 45 dặm/giờ (75 km/giờ).  Erin di chuyển nhanh về phía tây sau khi hình thành, nơi nó gặp phải môi trường nhiệt động lực học kém, ngăn cản sự phát triển thêm.  Erin không thể trở nên có tổ chức tốt hơn đáng kể vào ngày 12 tháng 8 và đối lưu sâu giảm vào buổi sáng. Mặc dù các điều kiện xung quanh cơn bão một lần nữa chỉ thuận lợi một chút vào ngày 13 tháng 8, đối lưu trở nên tập trung hơn gần tâm của nó và Erin mạnh lên một chút vào buổi chiều hôm đó.  Do sự cuốn theo không khí khô dai dẳng, cơn bão tiếp tục vật lộn vào ngày hôm sau để thiết lập lõi bên trong và đối lưu giảm bớt phần nào trên tâm tầng thấp vào cuối ngày hôm đó.  Tuy nhiên, Erin đã có thể đạt được sức mạnh của một cơn bão vào sáng ngày 15 tháng 8.  Sau đó trong ngày, cấu trúc của nó được cải thiện đáng kể và cơn bão mạnh lên thành cường độ cấp 2.  Vào ngày 16 tháng 8, khi di chuyển về phía tây-tây bắc với tốc độ khoảng 20 dặm/giờ (31 km/giờ), Erin nhanh chóng mạnh lên thành cường độ cấp 4 vào lúc 09:50 UTC sáng hôm đó.  Tiếp theo, lúc 15:20 UTC, Đội săn bão của Không quân báo cáo rằng Erin mạnh lên thành bão cấp 5, đạt sức gió duy trì tối đa là 160 dặm/giờ (260 km/giờ) và áp suất trung tâm tối thiểu là 915 mbar (27,02 inHg), cách Anguilla khoảng 135 dặm (220 km) về phía bắc-tây bắc.  Sau đó, sau khi duy trì cường độ này trong phần lớn thời gian trong ngày, cơn bão bắt đầu chu kỳ thay thế thành mắt bão.Trong chu kỳ thay thế, sức gió cực đại của hệ thống đã giảm xuống cấp độ 3 vào đầu ngày 17 tháng 8. Sau khi chu kỳ hoàn tất, Erin tăng cường trở lại cấp độ 4 vào sáng sớm hôm sau. 
Tại Cape Verde, có chín người chết do lũ lụt ở São Vicente.  Từ 00:00 đến 05:00 giờ địa phương ngày 11 tháng 8, hòn đảo ghi nhận lượng mưa 7,57 in (192,3 mm). Do cơn bão gây thiệt hại nặng nề về tài sản và cơ sở hạ tầng, chính quyền Cape Verde đã ban bố tình trạng thảm họa cho São Vicente và Santo Antão. [94] Năm người được báo cáo mất tích và 1.500 người phải di dời.

## Tên bão
Danh sách tên gọi dưới đây đang được sử dụng cho những cơn bão đã hình thành tại lưu vực Bắc Đại Tây Dương trong năm 2025 . Danh sách này sẽ tương tự Mùa bão Đại Tây Dương 2019 (ngoại trừ Dexter (tên thay thế Dorian 
))
| - Andrea - Barry - Chantal - Dexter - Erin - Fernand (chưa sử dụng) - Gabrielle (chưa sử dụng) | - Humberto (chưa sử dụng) - Imelda (chưa sử dụng) - Jerry (chưa sử dụng) - Karen (chưa sử dụng) - Lorenzo (chưa sử dụng) - Melissa (chưa sử dụng) - Nestor (chưa sử dụng) | - Olga (chưa sử dụng) - Pablo (chưa sử dụng) - Rebekah (chưa sử dụng) - Sebastien (chưa sử dụng) - Tanya (chưa sử dụng) - Van (chưa sử dụng) - Wendy (chưa sử dụng) |

## Liên kết Ngoài
- Tư liệu liên quan tới Mùa bão Đại Tây Dương 2025 tại Wikimedia Commons
- Website Trung tâm Bão Quốc gia Hoa Kỳ